# Aija (distrito)
Aija é um distrito peruano localizado na Província de Aija, departamento Ancash. Sua capital é a cidade de Aija.

## Transporte
O distrito de Aija é servido pela seguinte rodovia:
- AN-109, que liga a cidade de Huarmey ao distrito de Recuay[2][3][4]